# Helen Homans
Helen Homans, zamężna McLean (ur. 1878 lub 1879, zm. 29 marca 1949 w Bronxville, Nowy Jork) – amerykańska tenisistka, zwyciężczyni mistrzostw USA w grze pojedynczej i podwójnej.
W 1905 w parze z Carrie Neely wygrała w mistrzostwach USA grę podwójną, a w singlu dotarła do finału, przegrywając z Elisabeth Moore w trzech setach. Rok później zanotowała odwrotne rezultaty - wygrała grę pojedynczą (w finale z Maud Barger-Wallach), a w deblu (z Clovert Boldt) przegrała finał z Ann Burdette Coe i Ethel Bliss Platt.
Znanym sportowcem był również jej brat, Shep Homans, zawodnik futbolu amerykańskiego (fullback) w drużynie uniwersyteckiej Princeton.